# Hiroshima (prefektura)
Hiroshima (japanski: kanji 広島県, romaji: Hiroshima-ken) je prefektura u današnjem Japanu. 
Nalazi se na južnoj obali južnog dijela otoka Honshūa. Nalazi se u chihō Chūgoku.
Glavni je grad Hirošima.
Organizirana je u 5 okruga i 23 općina. ISO kod za ovu pokrajinu je JP-34.
1. ožujka 2011. u ovoj je prefekturi živjelo 2,857.990 stanovnika.
Simboli ove prefekture su drvo japanska topola (Acer palmatum) i ptica crvenogrli plijenor (Gavia stellata).